# Dennis Dijkzeul
Dennis Dijkzeul (* 14. Juli 1966 in Amsterdam) ist der erste Professor für das Management humanitärer Krisen an einer deutschen Universität.

## Werdegang
Dijkzeul studierte von 1984 bis 1999 Betriebswirtschaftslehre an der Freien Universität Amsterdam
und von 1990 bis 1997 an der Rotterdam School of Management der Erasmus-Universität Rotterdam sowie von 1987 bis 1991 Philosophie an beiden Universitäten.
Er promovierte in „Management of Multilateral Organisations“. Danach arbeitete er im Rahmen der UNO, in Afrika und Lateinamerika. Er gestaltete die humanitären Programme der Vereinten Nation in Genf und New York mit. Er arbeitete im Kongo für das International Rescue Committee.
Von 1999 bis 2002 leitete er das Programm für humanitäre Fragen der Columbia-Universität, danach erhielt er am 4. Oktober 2002 eine Juniorprofessur im Institut für Friedenssicherungsrecht und humanitäres Völkerrecht (IFHV) der Ruhr-Universität Bochum und engagiert sich am Deutschen Institut für Armutsbekämpfung
Dijkzeul versucht gemeinsam mit dem European University Network on Humanitarian Assistance (NOHA) einen europäischen Studiengang humanitäre Hilfe zu etablieren.